# Kostel Narození Panny Marie (Nové Strašecí)
Kostel Narození Panny Marie v Novém Strašecí je římskokatolický farní kostel ve středočeské obci Nové Strašecí na Rakovnicku. Kostel, který se nachází v ulici U školy v těsném sousedství Městského muzea, je největší a zároveň nejvýznamnější duchovní stavbou ve městě.

## Historie kostela

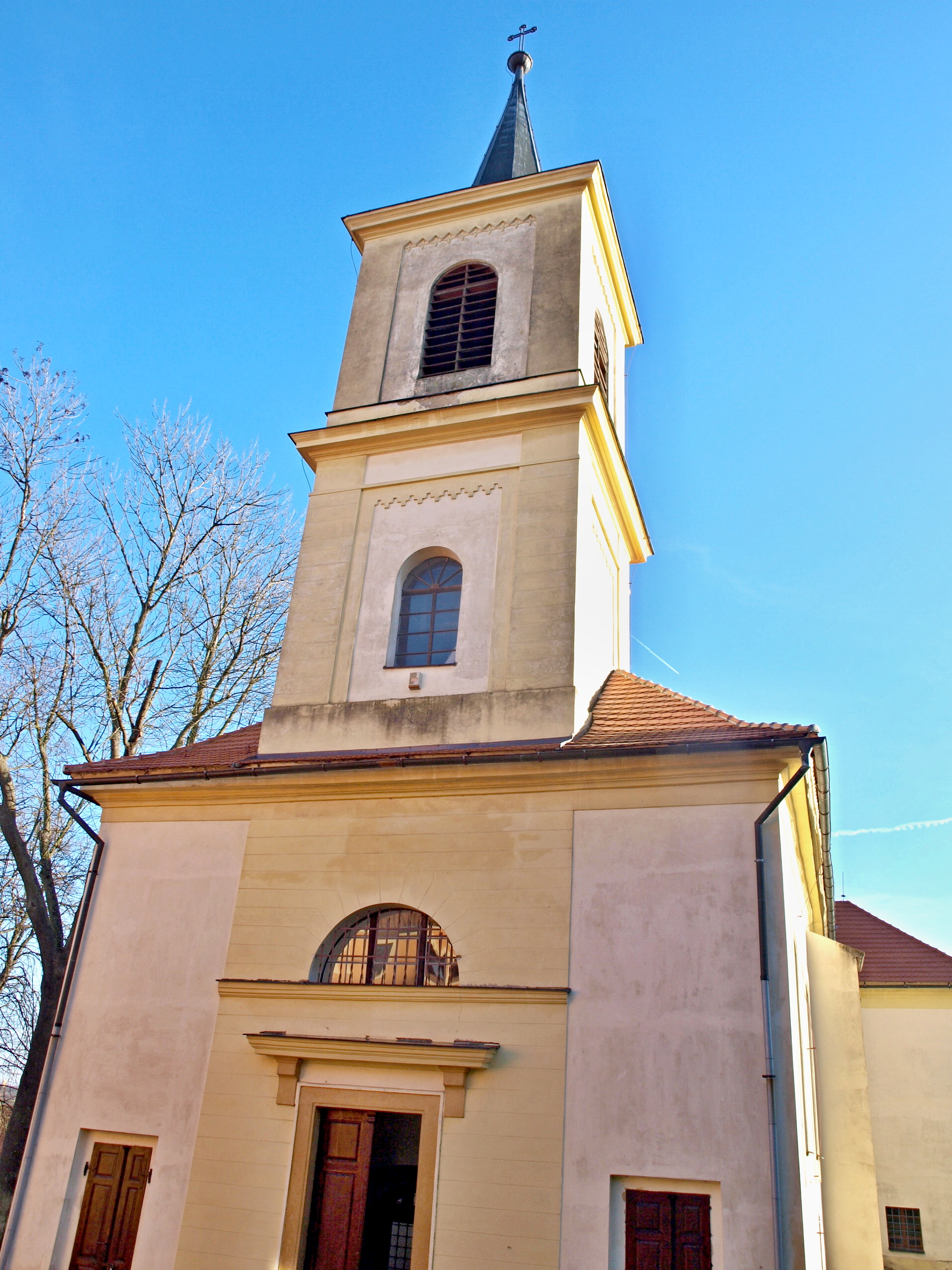
Vstupní část kostela s věží

Novostrašecký kostel Narození Panny Marie je původně gotický chrám, uváděný jako farní již mezi lety 1344–1350. Jeho podacími pány byli přímo čeští králové a z této doby se zachoval presbytář prosvětlený původně hrotitými okny, jejichž torza jsou uchována. Za přispění krále Vladislava II. byla roku 1553 přistavěna kostelní loď a kostel byl přidělen ke zbečenské faře.
Z doby náboženských válek a třicetileté války není o kostele mnoho zpráv, ví se jen, že roku 1639 kostel vyhořel, ale již následujícího roku byl znovu vystavěn. Při této přestavbě údajně tehdejší strašecký farář, páter Anselmus Proškovský, v sutinách objevil olověnou schránku s ostatky svatých a dvě listiny. Pergamen psaný latinsky pocházel z roku 1158, druhý papírový asi z roku 1500, byl českým překladem prvého listu. Shodný obsah obou listin pravil, že zdejší kostel byl vystavěn kolegiátním proboštem vyšehradským, P. Gervásiem roku 1158 a dne 30. května 1158 byl vysvěcen třináctým pražským biskupem Danielem, prý za přítomnosti krále Vladislava a jeho manželky Jitky Durynské. Listiny se však nedochovaly, proto je nelze brát jako historicky věrohodné. Dále je známo, že od roku 1658 je při kostele opět stálá duchovní správa.

## Popis stavby

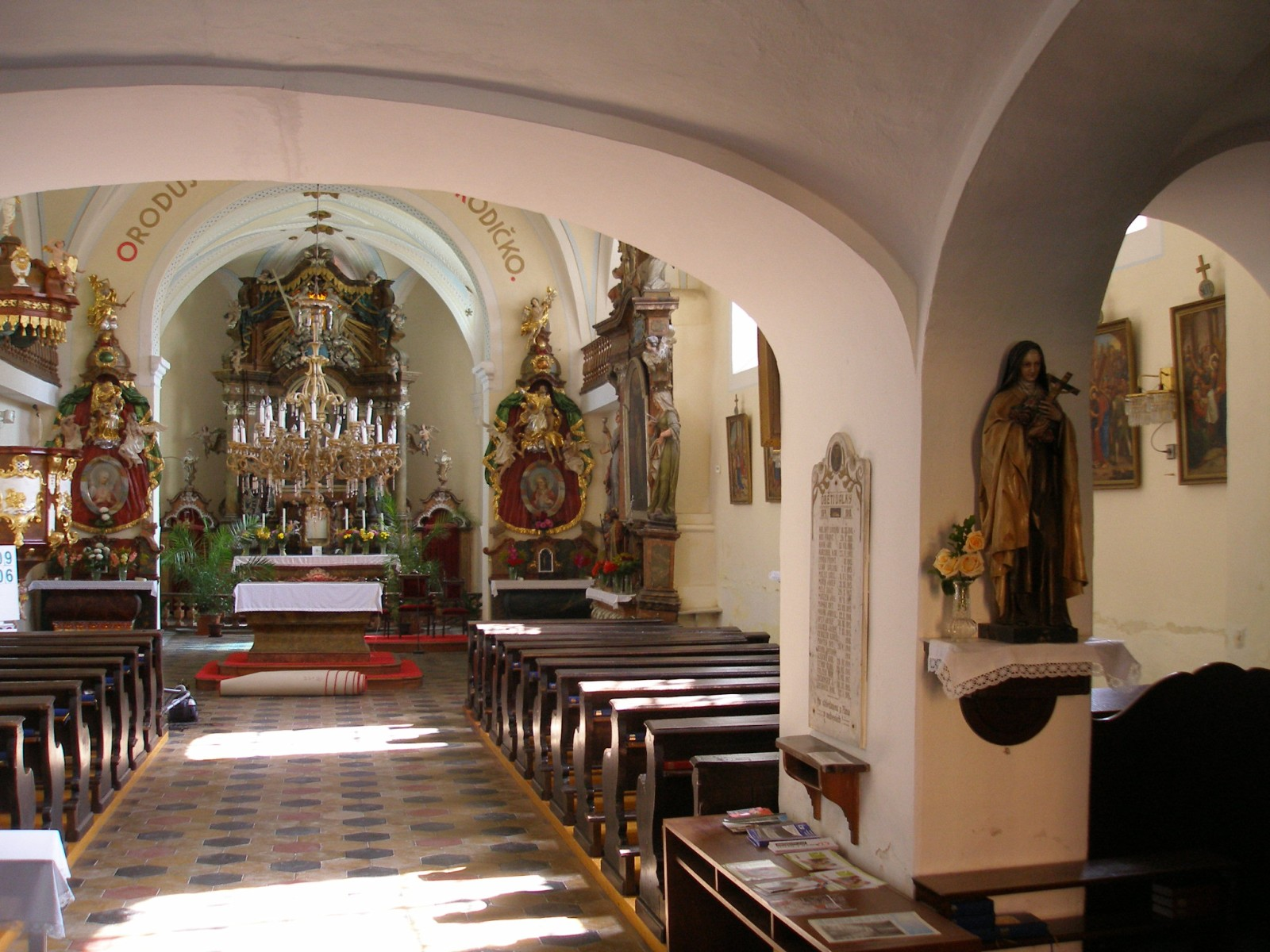
Interiér kostela Narození Panny Marie

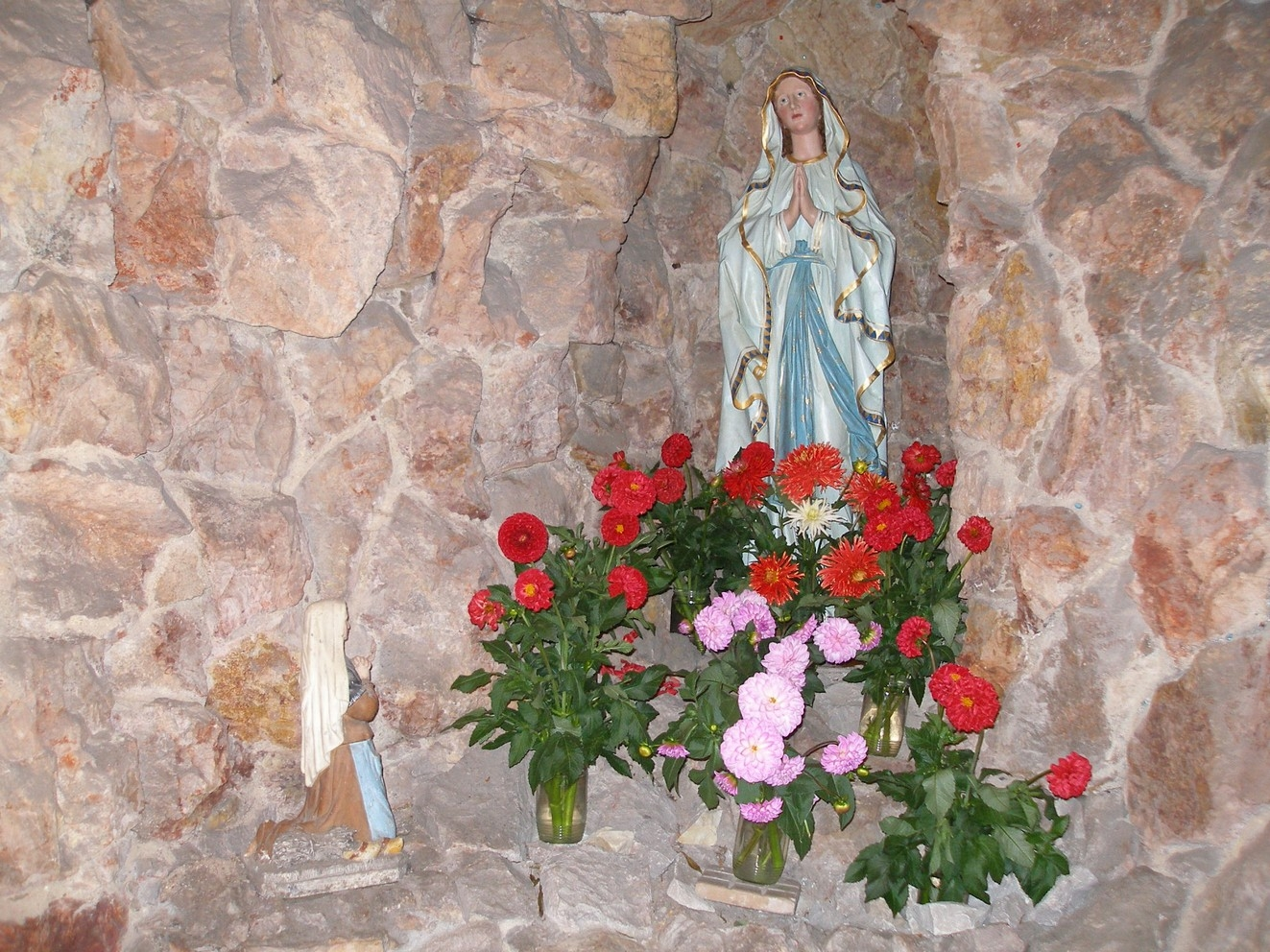
Soška Panny Marie v „Lurdech“ kostela

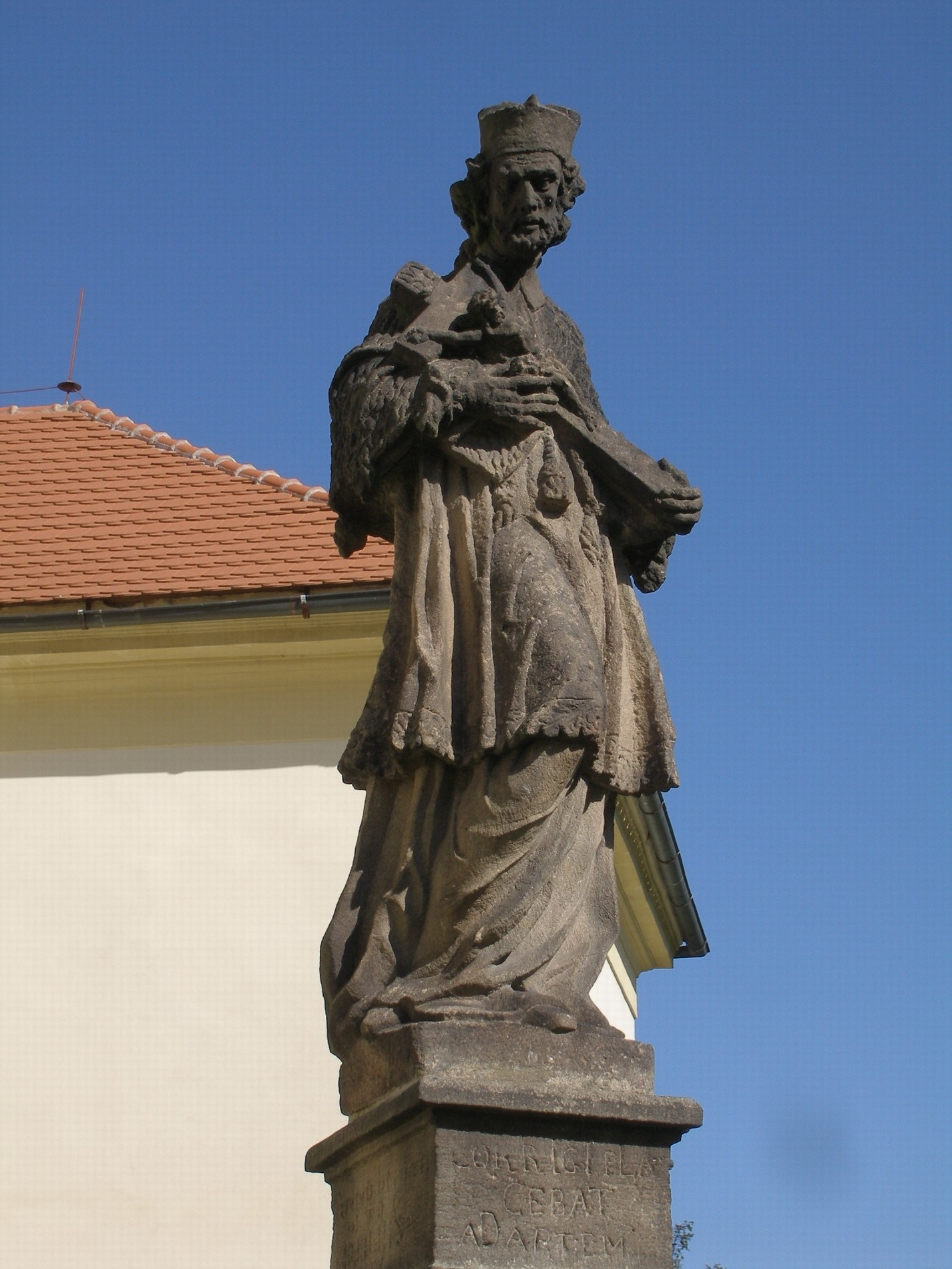
Jedna z barokních soch sv. Jana Nepomuckého před kostelem

Samotná budova kostela je tvořena různými stavebními slohy tak, jak šly po sobě. Do kostela se vchází vchodem na západní straně po několika schodech dolů. Ve vchodové části po pravé straně jsou „Lurdy“, malá místnost vystavěná jako jeskyně v Lourdech, kde před soškou Panny Marie klečí dívka.

### Interiér kostela
Presbytář (kněžiště) je tvořen pěti stranami osmiúhelníku. Ten původně býval v gotickém slohu, podepřený šesti opěrnými pilíři a osvětlený čtyřmi okny. Nad kněžištěm se zdvihá sanktusová vížka. Mezi dvěma východními opěráky v ose kostela byla roku 1840 přistavěna také sakristie se vchodem směrem k faře.
Loď kostela má v současnosti po obou stranách čtyři obdélníková okna. K lodi byly roku 1840 přistavěny u presbytáře vystupující obdélníkové boky a nad nimi v prvním poschodí vznikla ve výši kruchty dvě oratoria, čímž půdorys kostela nabyl tvaru kříže. Loď byla ještě prodloužena směrem na západ a v jejím průčelí byla postavena věž vysoká 22 metrů. V této podobě zůstal kostel dodnes.
Barokní oltář byl posvěcen roku 1733. Obraz Panny Marie od malíře Antonína Lhoty z Prahy je z roku 1873. Po stranách obrazu stojí sochy sv. Václava a Ludmily asi ve ¾ životní velikosti.
Vpravo se nachází postranní oltář sv. Jana Nepomuckého. Světce nesou tři andělé, dva další se uklánějí pod ním. Skupina se nachází pod baldachýnem, nad nímž se vznáší další anděl ukazující k nebi. Oltář byl posvěcen 11. března 1747. Oltář sv. Anny byl posvěcen společně s hlavním oltářem. Výjev znázorňuje, jak sv. Anna učí Marii se modlit a obraz po obou stranách přidržují andělé. Nad baldachýnem je zobrazena postava Boha Otce. Busta Ježíše Krista a jeho protějšek, na vedlejším oltáři, Panna Maria s probodnutým srdcem jsou od Wolfa Seidla z roku 1867.
Rovněž barokní kazatelna je v podobné úpravě jako oltáře. Z hnědého základu vyvstávají zlaté a bílé plochy ozdobené reliéfy čtyř evangelistů. Na baldachýnu sedí andělé držící vázanky. Naproti kazatelně stojí oltář sv. Aloise. Obraz dokončený roku 1864 farářem Braunem je zasazen v barokním rámu a po jeho stranách jsou pozlacené sochy sv. Barbory a Kateřiny.
Býval zde ještě oltář bratrstva Svaté rodiny, posvěcený roku 1749, ten však byl na základě reforem císaře Josefa II. odstraněn. V hlavní lodi ještě visí obraz sv. Mikuláše, původně určený pro kostel ve Třtici. V presbyteriu je pak ještě obraz sv. Františka Xaverského, jako ostatně ve všech patronátních kostelích rodu Fürstenberků.

### Exteriér kostela
Západně od kostela stávala také šestihranná zvonice, která pak byla po dokončení kostelní věže, v roce 1840 zbourána. Ve věži byly tři zvony – Ježíš, Maria a Josef. Za první světové války byly zvony zrekvírovány a po válce byly díky novostrašeckým věřícím pořízeny zvony nové. Za německé okupace byly zvony opět zrekvírovány a dlouhých šedesát let poté byl chrám bez zvonů. Teprve roku 2002 byl pro kostel ulit nový zvon v dílně v Pasově, který byl po patronce kostela Panně Marii a velikém papeži Janu Pavlovi II. dostal jméno Maria-Jan Pavel.
Před kostelem směrem k faře stojí socha sv. Jana Nepomuckého z roku 1710. Z druhé strany kostela je jiná socha sv. Jana Nepomuckého, která až do roku 1958 stávala na náměstí, kde ji nahradil rudoarmějec. Druhá socha sv. Jana je zajímavá tím, že byla vytvořena již roku 1688, tzn. dříve, než byl tento světec svatořečen.